# János Teleszky

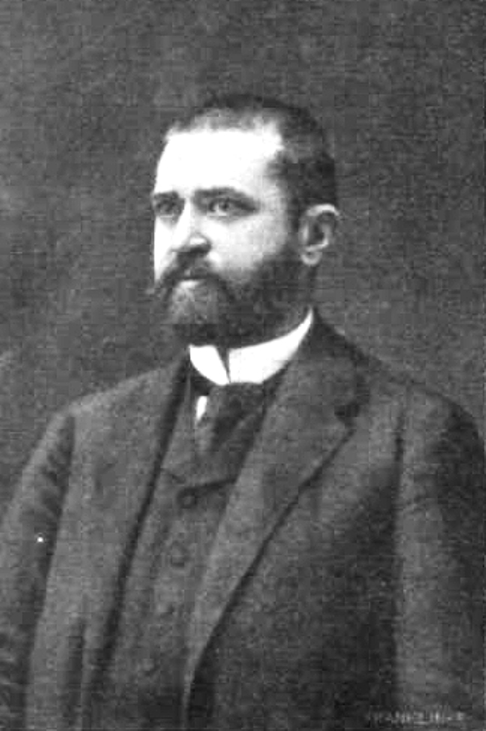
János Teleszky

János Teleszky (Nagyvárad, 15 september 1868 - Boedapest, 13 juni 1939) was een Hongaars econoom en politicus die minister van Financiën was van 1912 tot 1917 in de regeringen Lukács en Tisza II. Hij was een volwaardig lid van de Hongaarse Academie van Wetenschappen. Na de Eerste Wereldoorlog was hij voorzitter van de Nationale Financiële Raad. De invoering van een pensioenregeling en de oprichting van het Centrum voor Financiële Instellingen (Pénzintézeti Központ) zijn met zijn naam verbonden.
- Gemeinsame Normdatei: 127831266
- International Standard Name Identifier: 0000 0001 1411 4525
- Système universitaire de documentation: 166755303
- Virtual International Authority File: 166936515
- WorldCat: E39PBJkHtjFDm6xVfvDxmB4jG3